# Perdita rufiventris
Perdita rufiventris là một loài Hymenoptera trong họ Andrenidae. Loài này được Friese mô tả khoa học năm 1917.